# 나승엽
나승엽(羅承燁, 2002년 2월 15일~)은 대한민국의 야구 선수로 KBO 리그 롯데 자이언츠의 내야수로 활동하고 있다.

## 아마추어 경력
선린중학교 때부터 유망주로 주목받았고, 덕수고등학교에 입학했다. 1학년 때는 많은 경기에 출장하지 못했지만 2학년 때부터 팀의 주축 선수로 활동하기 시작하며 장재영과 함께 1차 지명 후보로 언급됐다. 3학년 때는 4번 타자를 맡아 장타를 쳐 냈다. 동일 학교 내에서 1차 지명 선수가 2명이 나올 수 없는 규정이 있었고, 장재영은 서울권 1순위인 키움 히어로즈행이 유력했기에 전국 단위 1차 지명 1순위 지명권을 가진 롯데 자이언츠에 지명될 확률이 높았다. 그러나 지명 회의를 앞두고 MLB 진출을 선언하며 지명 회의에 참가하지 않았다. 하지만 코로나 19와 롯데 자이언츠의 노력으로 MLB 진출을 미루고 계약했다.

## 프로 선수 경력
신인 드래프트에서 2차 2라운드(전체 11순위)로 롯데 자이언츠의 지명을 받았으며 2021년에 입단하였다. 2021년 5월 12일 SSG 랜더스와의 경기에 출전하며 데뷔 첫 경기를 치렀고, 경기에서 4타수 1안타를 기록했다.
2022년 5월에 군 복무를 위해 상무 야구단에 입단하였다. 2022년 KBO 퓨처스 올스타전에서 MVP를 차지했다. 2022년 시즌 82경기에 출전해 3할대 타율, 출루율 0.443 7홈런, 64타점을 기록했다.
이후 전역하여 2023년에 롯데 자이언츠로 복귀하였다.

## 논란
- 그를 지명하는 과정에서 롯데 자이언츠의 탬퍼링 의혹이 있었고, 이로 인해 신인 지명 드래프트 방식이 신청제로 바뀌었다.

## 출신 학교
- 서울남정초등학교
- 선린중학교
- 덕수고등학교

## 통산 기록
| 연도 | 팀명  | 타율  | 경기 | 타수 | 득점 | 안타 | 2루타 | 3루타 | 홈런 | 루타 | 타점 | 도루 | 도실 | 볼넷 | 사구 | 삼진 | 병살 | 실책 |
| ---- | ----- | ----- | ---- | ---- | ---- | ---- | ----- | ----- | ---- | ---- | ---- | ---- | ---- | ---- | ---- | ---- | ---- | ---- |
| 2021 | 롯데  | 0.204 | 60   | 113  | 16   | 23   | 2     | 0     | 2    | 31   | 10   | 1    | 0    | 14   | 0    | 33   | 1    | 5    |
| 2024 | 롯데  | 0.312 | 121  | 407  | 59   | 127  | 35    | 4     | 7    | 191  | 66   | 1    | 0    | 69   | 4    | 83   | 4    | 11   |
| 통산 | 2시즌 | 0.288 | 181  | 520  | 75   | 150  | 37    | 4     | 9    | 222  | 76   | 2    | 0    | 83   | 4    | 116  | 5    | 16   |